# Salmo 108

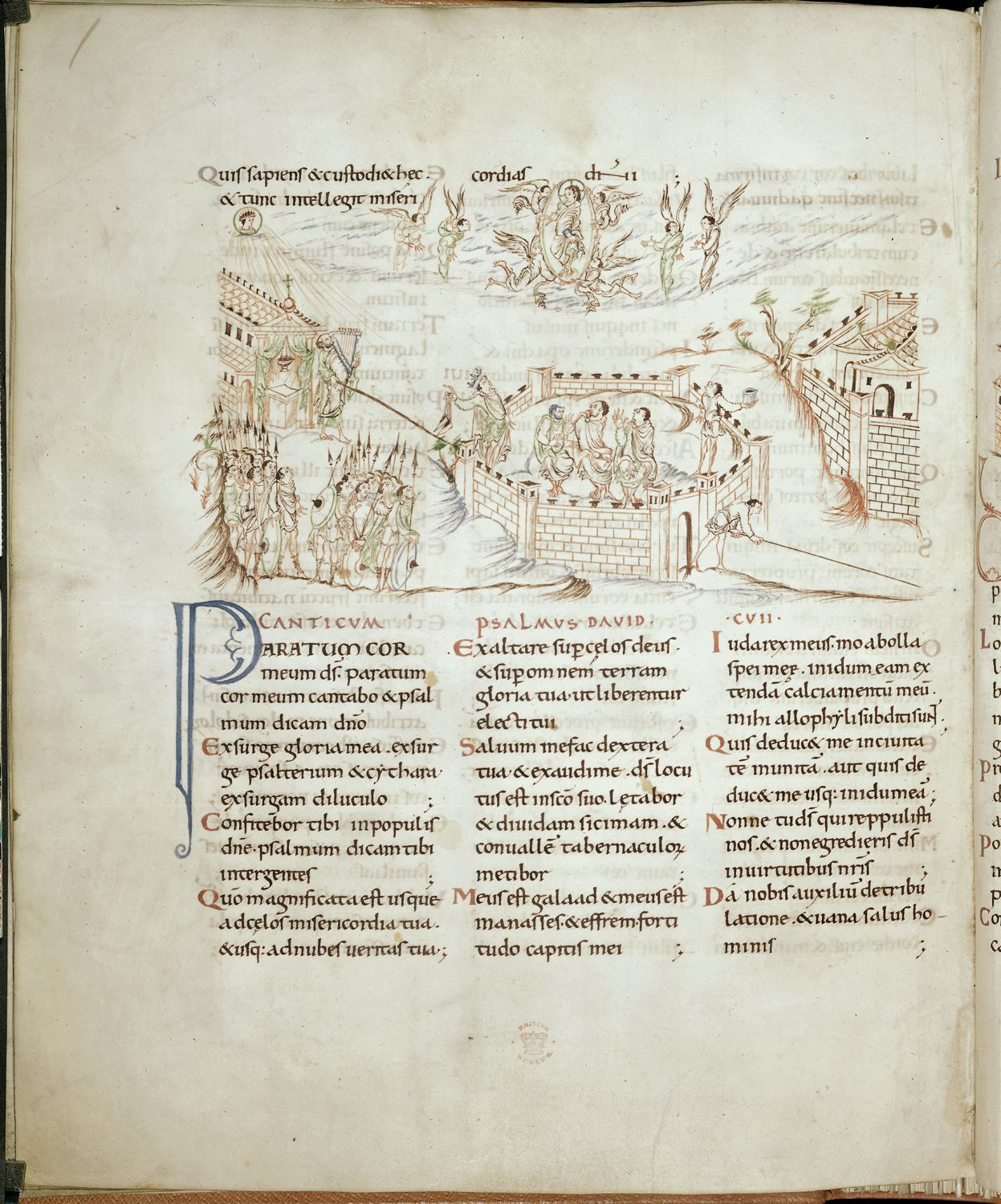
Salmo 108 en el Salterio Harley (1000-1050)

El Salmo 108 es el salmo 108 del Libro de los Salmos. Es un salmo himno, que comienza en inglés en la Versión King James: «Oh Dios, mi corazón está firme; cantaré y alabaré, incluso con mi gloria». En el sistema de numeración ligeramente diferente utilizado en la versión griega Septuaginta de la Biblia, y en la latina Vulgata, este salmo es el «Salmo 107». En latín, se conoce como «“Paratum cor meum Deus”». Se atribuye a David.
El salmo forma parte habitual de las liturgias judía, católica, luterana, anglicana y otras liturgias protestantes. Ha sido puesto en música, en particular por Heinrich Schütz y Johannes Brahms.

## Texto
La siguiente tabla muestra el texto en hebreo del Salmo con vocales, junto con el texto en griego koiné de la Septuaginta y la traducción al español de la Biblia del Rey Jacobo. Tenga en cuenta que el significado puede diferir ligeramente entre estas versiones, ya que la Septuaginta y el texto masorético provienen de tradiciones textuales diferentes. En la Septuaginta, este salmo está numerado como Salmo 107
| #     | En hebreo                                           | En español                                                                                      | En griego                                                                                                |
| ----- | --------------------------------------------------- | ----------------------------------------------------------------------------------------------- | --- |
| [ 5 ] | שִׁ֖יר מִזְמ֣וֹר לְדָוִֽד׃                                     | (Cántico o salmo de David.)                                                                     | ᾿ῼδὴ ψαλμοῦ τῷ Δαυΐδ.                                                                                    |
| 1     | נָכ֣וֹן לִבִּ֣י אֱלֹהִ֑ים אָשִׁ֥ירָה וַ֝אֲזַמְּרָ֗ה אַף־כְּבוֹדִֽי׃               | Oh Dios, mi corazón está firme; cantaré y alabaré, incluso con mi gloria.                       | ΕΤΟΙΜΗ ἡ καρδία μου, ὁ Θεός, ἑτοίμη ἡ καρδία μου, ᾄσομαι καὶ ψαλῶ ἐν τῇ δόξῃ μου.                        |
| 2     | ע֭וּרָֽה הַנֵּ֥בֶל וְכִנּ֗וֹר אָעִ֥ירָה שָּֽׁחַר׃                          | Despertad, salterio y arpa: yo mismo me despertaré temprano.                                    | ἐξεγέρθητι, ψαλτήριον καὶ κιθάρα· ἐξεγερθήσομαι ὄρθρου.                                                  |
| 3     | אוֹדְךָ֖ בָעַמִּ֥ים ׀ יְהֹוָ֑ה וַ֝אֲזַמֶּרְךָ֗ בַּלְאֻמִּֽים׃                    | Te alabaré, oh Señor, entre los pueblos, y cantaré alabanzas a ti entre las naciones.           | ἐξομολογήσομαί σοι ἐν λαοῖς, Κύριε, ψαλῶ σοι ἐν ἔθνεσιν,                                                 |
| 4     | כִּי־גָד֣וֹל מֵעַל־שָׁמַ֣יִם חַסְדֶּ֑ךָ וְֽעַד־שְׁחָקִ֥ים אֲמִתֶּֽךָ׃               | Porque tu misericordia es grande sobre los cielos, y tu verdad alcanza hasta las nubes.         | ὅτι μέγα ἐπάνω τῶν οὐρανῶν τὸ ἔλεός σου καὶ ἕως τῶν νεφελῶν ἡ ἀλήθειά σου.                               |
| 5     | ר֣וּמָה עַל־שָׁמַ֣יִם אֱלֹהִ֑ים וְעַ֖ל כׇּל־הָאָ֣רֶץ כְּבוֹדֶֽךָ׃               | Sé exaltado, oh Dios, sobre los cielos, y tu gloria sobre toda la tierra.                       | ὑψώθητι ἐπὶ τοὺς οὐρανούς, ὁ Θεός, καὶ ἐπὶ πᾶσαν τὴν γῆν ἡ δόξα σου.                                     |
| 6     | לְ֭מַעַן יֵחָלְצ֣וּן יְדִידֶ֑יךָ הוֹשִׁ֖יעָה יְמִֽינְךָ֣ וַעֲנֵֽנִי׃              | Para que tus amados sean liberados: sálvalos con tu diestra y respóndeme.                       | ὅπως ἂν ῥυσθῶσιν οἱ ἀγαπητοί σου, σῶσον τῇ δεξιᾷ σου καὶ ἐπάκουσόν μου.                                  |
| 7     | אֱלֹהִ֤ים ׀ דִּבֶּ֥ר בְּקׇדְשׁ֗וֹ אֶ֫עְלֹ֥זָה אֲחַלְּקָ֥ה שְׁכֶ֑ם וְעֵ֖מֶק סֻכּ֣וֹת אֲמַדֵּֽד׃   | Dios ha hablado en su santidad; me regocijaré, dividiré Sichem y mediré el valle de Sucot.      | ὁ Θεὸς ἐλάλησεν ἐν τῷ ἁγίῳ αὐτοῦ· ὑψωθήσομαι καὶ διαμεριῶ Σίκιμα, καὶ τὴν κοιλάδα τῶν σκηνῶν διαμετρήσω· |
| 8     | לִ֤י גִלְעָ֨ד ׀ לִ֤י מְנַשֶּׁ֗ה וְ֭אֶפְרַיִם מָע֣וֹז רֹאשִׁ֑י יְ֝הוּדָ֗ה מְחֹקְקִֽי׃     | Gilead es mío; Manasés es mío; Efraín también es la fuerza de mi cabeza; Judá es mi legislador; | ἐμός ἐστι Γαλαάδ, καὶ ἐμός ἐστι Μανασσῆς, καὶ ᾿Εφραὶμ ἀντίληψις τῆς κεφαλῆς μου, ᾿Ιούδας βασιλεύς μου,   |
| 9     | מוֹאָ֤ב ׀ סִ֬יר רַחְצִ֗י עַל־אֱ֭דוֹם אַשְׁלִ֣יךְ נַעֲלִ֑י עֲלֵי־פְ֝לֶ֗שֶׁת אֶתְרוֹעָֽע׃ | Moab es mi lavabo; sobre Edom arrojaré mi calzado; sobre Filistea triunfaré.                    | Μωὰβ λέβης τῆς ἐλπίδος μου, ἐπὶ τὴν ᾿Ιδουμαίαν ἐπιβαλῶ τὸ ὑπόδημά μου, ἐμοὶ ἀλλόφυλοι ὑπετάγησαν.        |
| 10    | מִ֣י יֹ֭בִלֵנִי עִ֣יר מִבְצָ֑ר מִ֖י נָחַ֣נִי עַד־אֱדֽוֹם׃                  | ¿Quién me llevará a la ciudad fortificada? ¿Quién me guiará a Edom?                             | τίς ἀπάξει με εἰς πόλιν περιοχῆς; ἢ τίς ὁδηγήσει με ἕως τῆς ᾿Ιδουμαίας;                                  |
| 11    | הֲלֹֽא־אֱלֹהִ֥ים זְנַחְתָּ֑נוּ וְֽלֹא־תֵצֵ֥א אֱ֝לֹהִ֗ים בְּצִבְאֹתֵֽינוּ׃            | ¿No nos has desechado, oh Dios? ¿No saldrás con nuestras huestes, oh Dios?                      | οὐχὶ σύ, ὁ Θεός, ὁ ἀπωσάμενος ἡμᾶς; καὶ οὐκ ἐξελεύσῃ, ὁ Θεός, ἐν ταῖς δυνάμεσιν ἡμῶν;                    |
| 12    | הָבָה־לָּ֣נוּ עֶזְרָ֣ת מִצָּ֑ר וְ֝שָׁ֗וְא תְּשׁוּעַ֥ת אָדָֽם׃                    | Danos ayuda en la angustia, porque en vano es la ayuda del hombre.                              | δὸς ἡμῖν βοήθειαν ἐκ θλίψεως, καὶ ματαία σωτηρία ἀνθρώπου.                                               |
| 13    | בֵּאלֹהִ֥ים נַעֲשֶׂה־חָ֑יִל וְ֝ה֗וּא יָב֥וּס צָרֵֽינוּ׃                    | Con Dios haremos valientes hazañas, pues él es quien pisoteará a nuestros enemigos.             | ἐν τῷ Θεῷ ποιήσωμεν δύναμιν, καὶ αὐτὸς ἐξουδενώσει τοὺς ἐχθροὺς ἡμῶν.                                    |

### Versión Reina-Valera 1960
1. Oh Dios, mi corazón está firme; cantaré y alabaré, aun con mi gloria.
2. Despierta, salterio y arpa: yo mismo me despertaré temprano.
3. Te alabaré, oh Señor, entre los pueblos; y cantaré alabanzas a ti entre las naciones.
4. Porque tu misericordia es grande sobre los cielos; y tu verdad alcanza hasta las nubes.
5. Exaltado seas, oh Dios, sobre los cielos; y tu gloria sobre toda la tierra;
6. Para que tus amados sean liberados: sálvanos con tu diestra, y respóndeme.
7. Dios ha hablado en su santidad; me regocijaré, repartiré Siquem y mediré el valle de Sucot.
8. Galaad es mío; Manasés es mío; Efraín también es la fuerza de mi cabeza; Judá es mi legislador;
9. Moab es mi palangana; sobre Edom echaré mi zapato; sobre Filistea triunfaré.
10. ¿Quién me llevará a la ciudad fuerte? ¿Quién me llevará a Edom?
11. ¿No nos ayudarás, oh Dios, que nos has desechado? ¿Y no saldrás, oh Dios, con nuestros ejércitos?
12. Danos ayuda en la angustia, porque vana es la ayuda del hombre.
13. Por Dios haremos proezas, porque él es quien hollará a nuestros enemigos.

## Comentarios

### De la iglesia católica

#### A todo el salmo
Este salmo retoma la invitación con la que finaliza el anterior (Sal 107,43), donde se exhorta a los sabios a reconocer las misericordias del Señor. El salmista, consciente de esa misericordia, la proclama abiertamente (Sal 108,5). Los "pobres" o "elegidos" de Dios (cf. Sal 107,41; 108,7) experimentan su salvación. Esta salvación se presenta como una muestra de la bondad divina, más alta que los cielos (cf. Sal 103,11; 108,5), en contraste con la fragilidad humana.
El salmo comienza con un acto de alabanza (vv. 2-5), seguido de una súplica para que Dios intervenga y salve a su pueblo (v. 6). Luego se expone un oráculo divino de salvación (vv. 7-10), y finalmente, se expresa la confianza en que el Señor concederá la victoria (vv. 11-14). La primera parte del salmo (vv. 2-6) coincide con un pasaje del Salmo 57, mientras que la segunda parte (vv. 7-14) reproduce contenidos del Salmo 60. Esta composición reúne fragmentos de ambos para formar una nueva oración de alabanza centrada en la acción salvadora de Dios a favor de su pueblo. El tema de la liberación por la misericordia divina, expresado en el deseo de realizar grandes obras gracias a la ayuda del Señor (v. 14), también aparece en el cántico de Zacarías. Allí se agradece a Dios por permitirnos servirle con libertad y santidad, tras ser liberados de nuestros enemigos.

#### A los versículos 1-10
La invocación directa a Dios en el versículo 2 se repite en los versículos 6 y 12, aportando cohesión estructural al salmo. La alabanza, realizada en el contexto litúrgico del Templo, se presenta como un acto visible ante todas las naciones. La súplica principal tiene como finalidad que la gloria divina sea reconocida en todo el mundo. Esta gloria se manifiesta concretamente en la salvación otorgada a su pueblo. Los "pueblos" y las "naciones" mencionados en el versículo 4 encuentran una referencia específica en los pueblos enumerados en el versículo 10. La súplica del versículo 6 se desarrolla más claramente en la petición de victoria sobre los enemigos de Israel, como se expresa en el versículo 10, reafirmando que la gloria de Dios se extiende sobre toda la tierra. Estas correspondencias internas refuerzan la unidad compositiva del salmo.

#### A los versículos 11-14
La plena confianza en Dios que expresan estos salmos encuentra su cumplimiento en la experiencia del cristiano, que vive desde la fe en Jesucristo. En Él se revela de forma definitiva la misericordia y la fidelidad de Dios. La seguridad en la victoria, la súplica de salvación y la alabanza por la intervención divina, presentes en los textos salmódicos, adquieren una nueva dimensión en Cristo, quien vence al pecado y a la muerte. Así, la confianza del creyente no se basa solo en la esperanza de una ayuda temporal, sino en la certeza de una redención definitiva realizada en la cruz y confirmada en la resurrección.

No pongamos la esperanza sino en Dios sólo. No digamos: “Si me ocurriera esto o aquello, ¿de qué viviré?”. Yo te contesto: “Si se desata la persecución, cosa bien grave, ¿de qué vivirás?”. El cristiano siempre está en tiempo de persecución y siempre tiene delante la indigencia total. Por tanto nadie puede tenerse como señor de su propia vida, nadie debe tener miedo y nadie debe decir: “Si envejezco, ¿de qué viviré?, si enfermo, ¿con qué podré subsistir?”. ¿Tú posees ya a Cristo y tienes miedo? Si alimenta a los pájaros del cielo, ¿dudas de que puede alimentarte a ti? El diablo alimenta a sus adeptos, y Cristo ¿va a dejar de alimentar a sus siervos? (…) Alejemos pues de nuestros corazones todas las preocupaciones y digamos: con Dios haremos proezas.

## Estructura y temas
El Salmo 108 contiene numerosos versículos que aparecen en otros salmos. Los versículos 1-5 son similares al Salmo 57:7-11, con ligeras variaciones, mientras que los versículos 7-13 son similares al Salmo 60:5-12. William Barrick considera que este salmo es el «prestatario» Juan Pablo II dijo que la fusión de los Salmos 57 y 60 con el Salmo 108 muestra que «Israel, ya en el Antiguo Testamento, estaba reutilizando y actualizando la Palabra de Dios revelada».
Charles Spurgeon llamó al Salmo 108 «El canto matutino del guerrero, con el que adora a su Dios y fortalece su corazón antes de entrar en los conflictos del día». Señala que en el Salmo 57, los versículos 7-11 siguen a la oración «y surgen de ella», mientras que aquí inician el salmo: «el salmista comienza de inmediato a cantar y alabar, y después ora a Dios de una manera notablemente confiada».
Matthew Henry lo llama «una garantía de la respuesta y la salvación de Dios».

## Versículo 2
¡Despierta, laúd y arpa!
Yo despertaré al alba.
El Midrash enseña que este versículo (versículo 3 en la numeración hebrea) se refiere a la práctica de David de levantarse cada noche antes del amanecer y alabar a Dios con el salterio y el arpa, «despertando así el alba».

## Usos

### Judaísmo
- El versículo 5 se recita durante Selijot.[17]
- El versículo 7 forma parte del párrafo Elokai Netzor al final de la Amidah. Este versículo es idéntico al versículo 7 del Salmo 60.[17]

### Iglesia católica
Este es uno de los salmos para los que San Benedicto de Nursia no especificó el uso, en la Regla de San Benito de 530AD. Sin embargo, su orden interpretaba tradicionalmente el salmo 108 en maitines del sábado o según otro documento del fundador o según uno de sus sucesores, de modo que se ejecuten los 150 salmos cada semana.
En la Liturgia de las Horas, el salmo 108 se lee en el oficio de Laudes del miércoles de la cuarta semana. Para facilitar la comprensión se le asigna a cada salmo un título en rojo (rúbrica) que no forma parte del salmo. El título del Salmo 108 es Himno a la misericordia de Dios.

### Iglesia ortodoxa
En la Iglesia Ortodoxa , el Salmo 107 (Salmo 108 en el Texto Masorético) forma parte de la decimoquinta división Kathisma del Salterio, leído en las Vísperas de los jueves por la tarde, así como los martes y viernes durante la Cuaresma, en la Sexta Hora y en los Maitines, respectivamente.

### Protestante
El salmo 108 se ha puesto música en el «Hymnal 1982» anglicano, en el The United Methodist Hymnal, en el Psalter Hymnal (Gray) y en el Baptist Hymnal (versión de 1991).

### Libro de Oración Común
En el «Libro de Oración Común» de la Iglesia de Inglaterra, este salmo está destinado a ser leído la tarde del vigésimo segundo día del mes, así como en Vísperas el Día de la Ascensión.

## Arreglo musical
Heinrich Schütz compuso un arreglo a cuatro voces para un texto métrico alemán, «Mit rechtem Ernst und fröhlichm Mut», SVW 206, para el Salterio Becker de 1628. Marc-Antoine Charpentier lo compuso alrededor de 1680 en latín, Paratum cor meum Deus, H.183, para tres voces y bajo continuo.